# ظرف الفنجان
الظرف هو حامل لفنجان القهوة بدون مقبض، يصنع عادةً من معدن مزخرف.